# ヴィクトリー・ファウスト

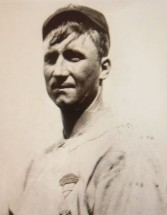
ヴィクトリー・ファウスト

チャールズ・"ヴィクトリー"・ファウスト（Charles Victor "Victory" Faust, 1880年10月9日 - 1915年6月18日）は、1910年代のアメリカ・メジャーリーグの野球選手。カンザス州マリオン生まれ。右投げ右打ち。本来は野球選手ではなかったが、『守り神』として1911年から1913年までニューヨーク・ジャイアンツに在籍、チームに帯同していた。

## 来歴・人物
カンザスの農夫の家に生まれる。現在でいう知的障害があったようで、チャーリーは父親の農場の経営を引き継ぐことができず、また父親のひどいドイツ語訛りを受け継いでいたという。若い頃に兄弟の二人と死に別れた事以外、青年期の詳しいことはよく判っていない。
1911年の7月の末、ファウストは農業祭に赴くためにセントルイスへ旅行し、旅先で当時のニューヨーク・ジャイアンツの監督だったジョン・マグローに会う。ファウストは易者から『自分は投手になってジャイアンツを優勝に導くだろう』といわれたことを、マグローに話した。早々に彼が野球ができないことを察していたマグローは、入団試験と偽りファウストに試合前にスライディングを課す。その姿はジャイアンツの選手の嘲笑を買ったが、試合はジャイアンツが9-0と快勝する。マグローは翌日、その翌日と同じようにファウストに試合前のフィールドを走らせ、ジャイアンツはいずれの試合も勝ちを収めた。マグローはこの時、ニューヨークに戻る際ファウストを言いくるめてセントルイスに残してきてしまったのだが、ジャイアンツがニューヨークのポロ・グラウンズに戻ってきた時、ファウストはポロ・グラウンズで彼らを待っていた。彼は再びポロ・グラウンズで試合前にスライディングを披露し、ジャイアンツはその日のダブルヘッダーに圧勝する。この様子と試合結果をニューヨーク・ヘラルド紙のジョン・ウィーラーが書きたて、ファウストが聞いた易者の預言は真実味を帯びてくるようになる。マグローは8月11日、ついにファウストをベンチに入れる。彼がジャイアンツに帯同し始めてからの2ヶ月間、チームは39勝9敗と快進撃を続け、この年あっさりとリーグ制覇を成し遂げてしまった。
この年の優勝が決まってから、それまでずっとファウストから登板を懇願されていたマグローも折れ、10月9日のボストン戦の9回、2点リードされている場面でファウストはメジャーリーグのマウンドに立つ。ファウストの球は「ガラスも割れない」と言われた勢いの無い球だったそうだが、この時は無死二塁から送りバントを処理し、犠飛で1失点したものの次の打者をショートゴロに打ち取った。余勢をかったファウストは10月12日のブルックリン戦の9回に登板する。この時は4点リードされた場面で打者3人を被安打1、無失点で抑え、9回裏には打席にも立った。ファウストは死球で出塁した後、二盗・三盗を次々に決め、バック・ハーゾクのスクイズバントで生還、得点を挙げた。ただファウストが盗塁を決めた際、ブルックリンの投手エディ・デントは「ずっとよそ見をしていた」そうで、マグローの仕組んだ「アトラクション」にブルックリンが協力した結果であるとも言われている。
ジャイアンツは1912年、1913年にもファウストをベンチ入りさせる。この2年間のジャイアンツの戦績は103勝48敗、101勝51敗と、他チームを大きく引き離してリーグを制覇した。その中でも、ファウストが帯同していたジャイアンツは不思議と勝率がよく、帯同しない試合では勝ち星に恵まれない、といったことがしょっちゅう起きていたそうである。特に不思議なのはファウストが在籍した3年間のルーブ・マーカードの成績で、1912年にはメジャーリーグ記録のシーズン19連勝を挙げるなどしたが、彼が20勝以上を挙げたのは1911年から1913年の3年間だけであった。その後ファウストがチームを離れた1914年以降、マーカードは成績が伸び悩み、1915年にはブルックリンにトレードされることになってしまう。
1913年のシーズンが終わった後、ファウストは自分の体調の悪さから、もうジャイアンツの手助けはできないことをマグローに告げ、チームを去った。その後ファウストはカリフォルニアに移り住み、弟のジョンとシアトルで再会するものの、この時はまだニューヨークに戻りたいと言っていたそうである。1914年7月、ボストン・ブレーブスの快進撃に4連覇が危ぶまれたジャイアンツは、ファウストとの再会を試みる。しかし彼はポートランドの通りを意識がもうろうとなって徘徊しているところを発見され、セイラムの精神病院に入れられていた。当時の診断では『痴呆』を患っていたそうである。
ファウストは1915年6月18日に、ワシントン州ステイラクームの病院で結核のため34歳で死去した。

## 通算成績
| 年 度 | 球 団 | 試 合 | 打 数 | 安 打 | 二 塁 打 | 三 塁 打 | 本 塁 打 | 打 点 | 得 点 | 四 球 | 敬 遠 | 死 球 | 三 振 | 犠 打 | 犠 飛 | 併 殺 打 | 盗 塁 | 盗 塁 死 | 打 率 | 出 塁 率 | 長 打 率 | O P S |
| ----- | ----- | ----- | ----- | ----- | -------- | -------- | -------- | ----- | ----- | ----- | ----- | ----- | ----- | ----- | ----- | -------- | ----- | -------- | ----- | -------- | -------- | ----- |
| 1911  | NYG   | 2     | 0     | 0     | 0        | 0        | 0        | 0     | 1     | 0     | 0     | 1     | 0     | 0     | 0     | 0        | 2     | 0        | ----  | 1.000    | ----     | ----  |
| 通算  | 1年   | 2     | 0     | 0     | 0        | 0        | 0        | 0     | 1     | 0     | 0     | 1     | 0     | 0     | 0     | 0        | 2     | 0        | ----  | 1.000    | ----     | ----  |